# Доње Село (Коњиц)
Доње Село је насељено место у Босни и Херцеговини, у општини Коњиц, у Херцеговачко-неретванском кантону које административно припада Федерацији Босне и Херцеговине. Према прелиминарним резултатима пописа 2013. године, у насељу живи 202 становника.

## Географија
Доње Село налази се на десној обали реке Неретве.

## Становништво
По последњем службеном попису становништва из 1991. године, у насељу Доње Село живела су 344 становника. Већина становника су били Срби.
| Националност       | 1991.        | 1981.        | 1971.        |
| Срби               | 262 (76,16%) | 238 (75,56%) | 221 (72,46%) |
| Хрвати             | 76 (22,09%)  | 64 (20,32%)  | 83 (27,21%)  |
| Југословени        | 3 (0,87%)    | 12 (3,81%)   | 1 (0,33%)    |
| остали и непознато | 3 (0,87%)    | 1 (0,31%)    | 0 (0,00%)    |
| Укупно             | 344          | 315          | 305          |